# Sergio Leone
Sergio Leone (Rome, 3 januari 1929 – aldaar, 30 april 1989) was een Italiaanse filmregisseur. Hij is vooral bekend geworden door de regie van klassiekers als The Good, the Bad and the Ugly (1966), Once Upon a Time in the West (1968) en Once Upon a Time in America (1984).

## Biografie
Leone werd geboren als zoon van de experimentele filmmaker en pionier Vincenzo Leone (Roberto Roberti) en actrice Edvige Maria Valcarenghi (Bice Valerian). Nog heel jong ging hij de filmindustrie in en op twintigjarige leeftijd was hij assistent-regisseur in de film Ladri di biciclette (1948) van Vittorio de Sica. Later zou hij meewerken aan grote Amerikaanse producties die in Europa werden opgenomen, waaronder Quo Vadis? (1951) van Mervyn LeRoy, Helen of Troy (1955) van Robert Wise, Ben-Hur (1959) van William Wyler of Fred Zinnemann's Story of a Nun (1959)
Hij begon met het schrijven van scenario's in de jaren vijftig en ging bij Cinecittà studio's in Rome werken. Vanwege de lage productiekosten werden hier veel Amerikaanse films opgenomen; zo werkte Leone als assistent-regisseur bij de opnames van de filmklassieker Ben-Hur (1959).
Leone maakte in 1959 zijn debuut als solo-regisseur toen hij al op de eerste draaidag van Gli ultimi giorni di Pompei de zieke regisseur Mario Bonnard verving. De film kwam echter toch nog op Bonnard's naam te staan. In 1962 regisseerde Leone Il Collosi di Rodi, zijn eerste echte speelfilm.
Zijn grote doorbraak kwam echter met A Fistful of Dollars (1964), zijn eerste film met Clint Eastwood. Deze film was niet de eerste Italiaanse western, maar wel de eerste die zo succesvol was.

De aparte manier van filmen en monteren, de overdonderende muziek van Ennio Morricone, de vormgeving, en de combinatie van grof geweld en zwarte humor zouden kenmerkend worden voor veel spaghettiwesterns.
Het succes van de film zorgde voor twee vervolgen. For a Few Dollars More (1965) en The Good, The Bad & The Ugly (1966), wederom met Clint Eastwood in de hoofdrol. In deze twee films perfectioneerde Leone de stijl die hij in de eerste film al gehanteerd had.

Deze drie films vormen samen de Dollars trilogie of Man zonder naam-trilogie.
Gebruikmakend van zijn successen regisseerde hij in 1968 C'Era una Volta il West (Once Upon a Time in the West). Uiteindelijk zou dit meesterwerk, in combinatie met de muziek van Ennio Morricone, een groot succes worden in veel delen van de wereld, maar niet in de Verenigde Staten.
Daarna regisseerde hij Duck You Sucker (1971), een film die zich afspeelt tijdens de Mexicaanse Revolutie. Het maken van deze film werd echter gekenmerkt door allerhande problemen: de producent had de eindcontrole over de montage en veranderde de film tegen de zin in van Leone. De film was minder succesvol dan zijn andere westerns.

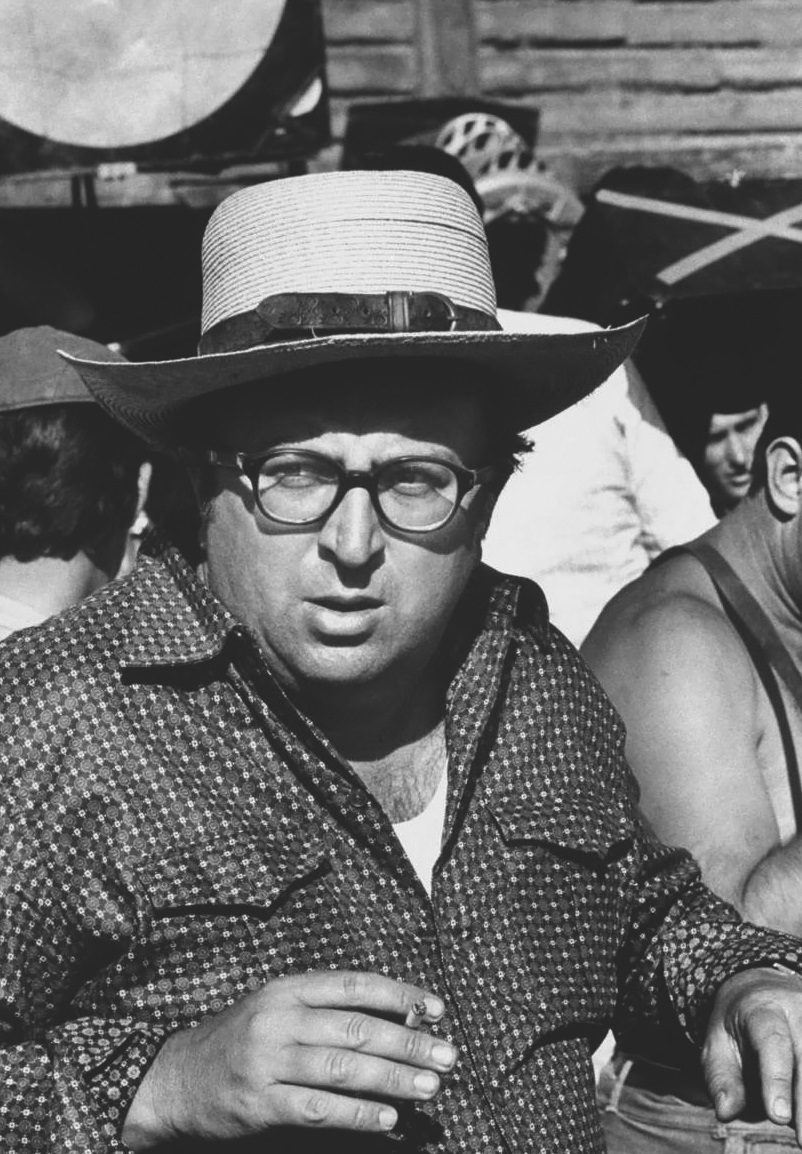
Sergio Leone op 46-jarige leeftijd (1975)

Hierna produceerde Leone My Name is Nobody (1973), een komische western waarin zijn mythische kijk op het westen gecombineerd werd met de slapstick van de Trinity-films, de westernkomedies met Bud Spencer en Terence Hill. Die laatste speelde de hoofdrol naast Henry Fonda.
In 1984 maakte hij de epische gangsterfilm Once Upon a Time in America. Dit bijna 4 uur durende epos maakte gebruik van een ingewikkelde flashbackstructuur. Hoewel Once Upon a Time in America geprezen werd door critici en een enorme cultstatus verwierf was de film geen groot succes. In de Verenigde Staten werd de film uitgebracht in een zwaar bewerkte versie, die bijna 90 minuten korter was dan de versie die in Europa verscheen. De ingekorte versie had geen flashbackstructuur, maar plaatste de scènes in chronologische volgorde. Leone heeft zich gedistantieerd van deze versie.
Vlak voor zijn dood maakte hij plannen voor een nieuwe film, over het Beleg van Leningrad. Hij stierf aan de gevolgen van een hartaanval op 30 april 1989 te Rome.

## Leone's invloed
Leone heeft slechts zeven films geregisseerd. 
- Leone wordt gezien als de vader van spaghettiwestern, de Italiaanse westerns die veelal werden opgenomen in Spanje. Kenmerkend voor spaghettiwesterns is dat deze aanzienlijk gewelddadiger waren dan hun Amerikaanse tegenhangers.
- Leone had een typische regiestijl die gekenmerkt wordt door een onorthodoxe montage, opmerkelijke kadrering, weinig dialoog, veel sfeer, een trage spanningsopbouw gevolgd door snelle actie en een opvallende aanwezigheid van muziek en geluid. Deze unieke stijl was destijds revolutionair en talloze andere filmmakers hebben geprobeerd Leone te imiteren.

Andere bekende spaghettiwestern-regisseurs zijn:
- Sergio Corbucci
- Sergio Sollima

### Visueel
- Een van de meest opvallende kenmerken bij Leone's cameravoering is zijn voorliefde voor close-ups van gezichten. In iedere film van Leone zitten tientallen extreme close-ups van gezichten die naar elkaar kijken. Leone had een voorliefde voor, zoals hij dat zelf zei gezichten die landschappen waren[bron?], markante gezichten, of beter gezegd: gezichten met typische kenmerken zoals rimpels, littekens, puistjes, stoppels, zweetdruppels etc.
- Naast gezichten worden ook nog andere voorwerpen in de films van Leone van heel dichtbij gefilmd. Voorbeelden hiervan zijn een hand die naar een pistool grijpt, een vlieg die over de wang van een boef kruipt, voeten die lopen terwijl de sporen rinkelen, een close-up van een oog, enz. Deze extreme close-ups worden afgewisseld met enorme totaalshots die dezelfde gebeurtenissen van een grote afstand filmen.
- Craneshots bij massascènes. De camera stijgt hoog boven de personages uit om een overzicht te krijgen van een grootse gebeurtenis, bijvoorbeeld een veldslag, een massa-executie, een spoorweg die aangelegd wordt, of voor een vogelvlucht over een western-stadje.

### Muziek
- Ieder personage wordt gedragen door een aparte melodie die het personage begeleidt bij de scènes waarin het voorkomt.

## Filmografie
- Gli ultimi giorni di Pompei (ongecrediteerd) (1959)
- Il Colosso di Rodi (1960)
- Sodoma e Gomorra (ongecrediteerd) (1961)
- Il Cambio Della Guardia (ongecrediteerd) (1963)
- A Fistful of Dollars (Per un Pugno di Dollari) (1964)
- For a Few Dollars More (Per Qualche Dollaro in Piu) (1965)
- The Good, the Bad and the Ugly (Il Buono, Il Brutto, Il Cattivo) (1966)
- Once Upon a Time in the West (C'Era una Volta il West) (1968)
- A Fistful of Dynamite (Giu' la Testa) (1971)
- Il Mio nome è Nessuno (ongecrediteerd) (1973)
- Un Genio, Due Compari, Un Pollo (ongecrediteerd) (1975)
- Once Upon a Time in America (1984)

Il Colosso di Rodi (1961) · A Fistful of Dollars (1964) · For a Few Dollars More (1965) · The Good, the Bad and the Ugly (1966) · Once Upon a Time in the West (1968) · A Fistful of Dynamite (1971) · Once Upon a Time in America (1984)
- Bibsys: 90344499
- Biblioteca Nacional de España: XX1081545
- Bibliothèque nationale de France: cb12013843v (data)
- Catàleg d'autoritats de noms i títols de Catalunya: 981058613378706706
- Gemeinsame Normdatei: 118727540
- International Standard Name Identifier: 0000 0001 2139 3649
- Library of Congress Control Number: n79063349
- Nationale Bibliotheek van Letland: 000215863
- MusicBrainz: 7ed7eb79-4989-43d6-9fa2-3126dc798953
- Bibliotheek van het Japanse parlement: 00918462
- Nationale Bibliotheek van Tsjechië: xx0054166
- Nationale bibliotheek van Australië: 35580192
- Nationale Bibliotheek van Israël: 987007437189805171
- Nationale Bibliotheek van Polen: a0000003128486
- Nederlandse Thesaurus van Auteursnamen: 074213768
- Istituto Centrale per il Catalogo Unico: RAVV001349
- SNAC: w68p6krc
- Système universitaire de documentation: 028267265
- Trove: 1002639
- Union List of Artist Names: 500471537
- Virtual International Authority File: 73864000
- WorldCat: E39PBJpyqKhDdTCFQ9yMjR3CwC